# هرمان بورمایستر

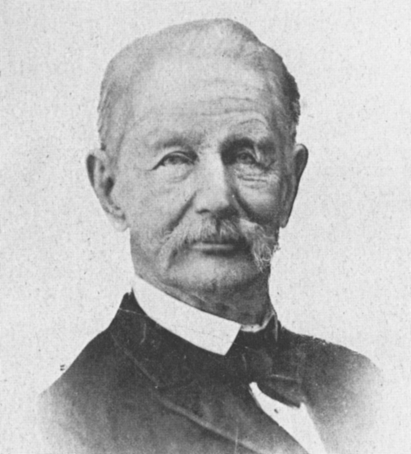
هرمان بورمایستر.

کارل هرمان کانرد بورمایستر (Karl Hermann Konrad Burmeister؛ ۱۵ ژانویه ۱۸۰۷–۲ مه ۱۸۹۲) جانورشناس و حشره‌شناس و خزنده‌شناس آلمانی بود. او مدت‌های بسیاری در کشورهای آمریکای جنوبی، از جمله برزیل و آرژانتین و اروگوئه، به کار بر روی جانوران و گونه‌های زیستی پرداخت و رئیس موزه ملی تاریخ طبیعی آرژانتین در بوئنوس آیرس شد.
در دانش خزنده‌شناسی، او بسیاری از گونه‌های جدید دوزیستان و خزندگان را نام‌گذاری کرد.